# Xanthopimpla gemelligutta
Xanthopimpla gemelligutta är en stekelart som beskrevs av Chao 1997. Xanthopimpla gemelligutta ingår i släktet Xanthopimpla och familjen brokparasitsteklar. Inga underarter finns listade i Catalogue of Life.